# Radslav mladší Kinský z Vchynic a Tetova
Radslav II. Vchynský nebo Radislav mladší Kinský nebo také Radislav II. Kinský z Vchynic a Tetova, německy Radislaw II. Kinsky von Wchinitz und Tettau nebo také Radislaw der jüngere; 1582 Cheb – 26. července 1660 Leiden, Nizozemsko) byl český šlechtic z rodu Kinských.

## Život
Narodil se jako syn Jana staršího Kinského a jeho manželky Anny Pouzarové z Michnic, byl synovec Radslava staršího Kinského z Vchynic a Tetova. V letech 1596–1599 studoval ve Zhořelci, v roce 1600 podnikl studijní cestu za hranice Čech, byl zapsán v Altdorfu, kde od července 1600 do června 1601 zastával čestný úřad rektora. V roce 1604 studoval na Štrasburské univerzitě.
Vyznáním byl jako jeho otec utrakvista, sympatizoval však s reformovaným proudem evropské reformace. Po pražské defenestraci se zapojil do stavovského povstání, patřil k jeho vůdčím osobnostem a od roku 1618 byl členem direktoria za panský stav. Sloužil jako jeden z velitelů stavovského vojska, které vzdorovalo císařským oddílům poslaným do Čech za účelem pacifikace povstání. V bitvě u Polné porazil silné oddíly generála Buquoye, účastnil se také bitvy na Bílé hoře. Po porážce povstání bylo jeho jméno uvedeno na seznamu třiceti šlechticů, které Karel z Liechtenštejna 10. října 1621 obvinil u mimořádného soudu z rozhodujícího podílu na podpoře povstání. K soudnímu líčení se však Radslav nedostavil, připojil se k exulantům a odešel do zahraničí, nepřítomnosti byl pak odsouzen k propadnutí hrdla, cti a majetku.
Usadil se v nizozemském Leidenu, kde se opakovaně nechával zapsat na tamější univerzitu – konkrétně v letech 1621, 1633 a 1640. V roce 1624 pobýval v Groningenu, kde se pohyboval rovněž v univerzitním prostředí. Byl zapsán i v matrice univerzity ve Franekeru. V roce 1650 se ve svých 68 letech nechal zapsat na univerzitu v Harderwijku. Nebyl ženatý, vlastnil rozsáhlou knihovnu a ve své závěti z roku 1657 pověřil leidenský akademický senát k vypořádání svého majetku dle své závěti. Akademický senát jeho přání splnil v roce 1660. Intelektuální činnosti se Radslav věnoval prakticky celou dobu svého pobytu v exilu, jehož střediskem se stal Leiden. Radslav skonal s pověstí učence. Historik František Martin Pelcl ve svých dějinách píše, že hovořil osmi jazyky a psal beletrii i poezii v latině.
Dochoval se měděný žeton uvedený v „Soupisu českých soukromých mincí“ („Beschreibung böhmischer Privatmünzen“) na desce XXIII, č. 183. Na lícové straně je vyobrazen erb Kinských s nápisem: RADSL.av.MLAD.si.KINSKY.Z.WCHynic a na rubu na zdobené tabulce motto s letopočtem: *IN* | DEO FOR|TITUDO | 1620.